# Nepřevázka
Nepřevázka (en allemand : Nepschewaska) est une commune du district de Mladá Boleslav, dans la région de Bohême-Centrale, en République tchèque. Sa population s'élevait à 422 habitants en 2020.

## Géographie
Nepřevázka se trouve à 4 km au sud-sud-est du centre de Mladá Boleslav et à 48 km au nord-est de Prague.
La commune est limitée par Mladá Boleslav au nord, par Dobrovice à l'est et au sud, par Strašnov au sud-ouest et par Písková Lhota à l'ouest.

## Histoire
La première mention écrite de la localité date de 1340.

## Transports
Par la route, Nepřevázka se trouve à 5 km de Mladá Boleslav et à 58 km du centre de Prague.